# Jalpa de Méndez
Jalpa de Méndez là một đô thị thuộc bang Tabasco, México. Năm 2005, dân số của đô thị này là 72969 người.